# Фези, Карп Карпович
Карп Ка́рпович Фези́ (нем. Hans Kaspar Faesy [Fäsy]; 17 [28] января 1795, Цюрих, Швейцарский союз — 22 июля [3 августа] 1848, Брест-Литовск, Гродненская губерния, Российская империя) — генерал-лейтенант (03.04.1838) русской императорской армии, герой Польской кампании 1831 года и Кавказской войны.

## Биография
Родился 17 (28) января 1795 года в Цюрихе (по другим данным — в 1797 году). Сын профессора художественной школы и секретаря Верховного суда в Цюрихе. Начал службу в швейцарских войсках и во время коалиционной войны 1814 года против Наполеона I, состоял в чине майора. Поступил на русскую службу и был 20 ноября 1816 года зачислен, с чином штабс-капитана, в лейб-гвардии Финляндский полк. При формировании лейб-гвардии Волынского полка, в 1817 году был переведён в его состав, откуда 12 марта 1822 года, с производством в полковники, определён батальонным командиром в Подольский пехотный полк.
С 14 сентября 1826 года Фези командовал Житомирским пехотным полком. 16 июля 1830 года был произведён в генерал-майоры с назначением командиром 2-й бригады 14-й пехотной дивизии. Затем состоял при начальнике 24-й пехотной дивизии и находился по особым поручениям при командире 6-го пехотного корпуса генерал-адъютанте Г. Р. Розене.
Фези был одним из деятельных  участников Польской кампании. Командуя форпостной линией по Западному Бугу, между местечками Кутно и Немировым, он, со вступлением русской армии в пределы Польши, перешёл границу во главе Брест-Литовского отряда; 24 января 1831 года овладел Тирасполем, а 6 февраля Бялою, и в последней остался начальником Бяльского и Радзынского обводов. По возвращении через месяц в действующую армию, Фези командовал пехотой в авангарде барона Ф. К. Гейсмара под Прагой, а 19 марта находился в сражении при Дембе-Вельке, где был ранен в левую руку выше локтя пулей. Не покидая строя, он на другой день участвовал в сражении между Минском и Калушиным; 21 марта, при Ягодне, Фези, под картечным огнём неприятеля, разрушил мост через реку Кострелин и задержал преследование 6-го пехотного корпуса армией Скржинецкого. При дальнейшем же преследовании, командуя авангардом генерала Игельстрома, отнял у неприятеля штыками селение Игане и удерживал его до полного отступления и переправы через реку Мухавец войск корпуса барона Г. В. Розена. В звании начальника штаба в отряде генерала П. А. Угрюмова, командуя 3-й бригадой 1-й гренадерской дивизии, 2 и 3 апреля отличился в сражении при Ливе и за храбрость был награждён орденом Святой Анны 1-й степени. Назначенный начальником авангарда в корпусе барона К. А. Крейца, он 27 апреля в Фирлейском лесу захватил в плен польского генерала Ромарино, но противник, атаковавший его превосходящими силами, смог освободить пленного. На другой день, Фези, командуя левым флангом корпуса барона К. А. Крейца, овладел городом Любартовым, за что был награждён орденом Святого Георгия 4-й степени (№ 4669, 21 декабря 1832 год). Затем вернулся в корпус барона Г. В. Розена и 26 мая, у селения Соломянки, захватил лагерь и обоз отряда Немцевича. Назначенный вскоре временным командующим 24-й пехотной дивизией, Фези находился с ней в различных делах под Прагой и в её окрестностях: 8 августа участвовал в авангардном деле при Грохове, 16 — в сражении при Крынках, где прикрывал отступление корпуса барона Розена, 20 и 21 августа способствовал отражению нападений неприятеля на Тирасполь и Брест-Литовск и, получив в сражении при Ополе контузию в правую руку, преследовал неприятельскую кавалерию за реку одной пехотой. Фези содействовал 4 сентября окончательному поражению войск польского генерала Ромарино при Рахове, за что получил орден Св. Владимира 3-й степени, и преследовал противника до австрийской границы. Соединившись с генерал-лейтенантом Ф. В. Ридигером, Фези 10 сентября участвовал в поражении Рожицкого при Лагове, 12-го — при Михайлове, 14-го — при Пинчеве и затем в преследовании его до Кракова.
В конце 1831 года Фези был назначен командиром 2-й бригады 26-й пехотной дивизии; в 1832 году состоял при отдельном Кавказском корпусе. Потом последовательно командовал бригадами в 20-й и 11-й пехотных дивизиях.
В 1833 году был назначен командиром 1-й бригады 9-й пехотной дивизии, а три года спустя начальником 20-й пехотной дивизии, участвовавшей в экспедициях генерал-лейтенанта А. А. Вельяминова против горцев. В январе 1837 года экспедиция под командованием генерал-майора Фези при участии 8 сотен ингушской и осетинской милиции прошла по аулам Малой Чечни, уничтожив по пути и Урус-Мартан: «При обратном следовании сожжено более 1000 сакель по Мартановскому ущелью и несколько сот по Тенгинскому. На другой день докончилось истребление оставшихся ещё сакель, запасов хлеба и фуража…». Выступив вновь в Чечню 5 февраля 1837 года, он разбил скопище Гордалинского шейха Уди-Муллы при Энгель-юрте и селе Шали, занял Герменчук, 9 февраля вновь разбил шейха Уди-Муллу при Автуре, затем штурмом взял село Аллерой. В мае выступил в Аварию: 7 мая с отрядом двинулся из Темир-хан-Шуры в Аварию, 19 мая переправился через Кара-Койсу, а 29-го занял Хунзах. После того направился в село Унцукуль и Ашильда, жители коих деревень перешли на сторону Шамиля; 9 июня взята штурмом Ашильда, а через несколько недель занят Ахульго. После двухдневного кровопролитного боя взял аул Тилитл, за что получил орден Святого Владимира 2-й степени. 
Получив 6 декабря 1837 года в командование 19-ю пехотную дивизию и участвуя с ней в экспедиции 1838 году, 6 и 7 августа он рассеял отряды Шамиля на горе Бахуле-Сивух и овладел Аджиахурской тесниной. 3 апреля 1838 года был произведён в генерал-лейтенанты. 
В 1839 году находился в составе отряда генерал-лейтенанта Е. А. Головина в Южном Дагестане; участвовал в сражении при Цухуле, атаке аджахарской позиции, были взяты Ахты и Рутула. За последнее из этих дел ему единовременно пожаловано 25 тысяч рублей. В 1841 году он был награждён орденом Белого орла. В том же году участвовал в делах при взятии русскими Хубарских высот и селения Чиркея, которой и занял с четырьмя батальонами. За это он получил золотую шпагу с надписью «За храбрость», украшенную алмазами. В 1842 году он занял покрытый снегом хребет Бахтуры, овладел с боя Гергебилем, затем селением Чох и, при обратном движении в Аварию, селением Унцукулем, где построил и укрепил форт.
Был назначен 9 февраля 1842 года начальником 1-й пехотной дивизии и занимал эту должность до конца жизни.
В 1843 году принял присягу на подданство России.
Умер 22 июля (3 августа) 1848 года в Брест-Литовске.

## Награды
Российские:
- Орден Святой Анны 2-й степени с императорской короной (05.08.1829)

- Орден Святой Анны 1-й степени (03.09.1831)

- Знак отличия за военное достоинство 2-й степени (1832)

- Орден Святого Георгия 4-й степени (21.12.1832)

- Императорская корона к ордену Святой Анны 1-й степени (28.05.1837)

- Орден Святого Владимира 2-й степени (15.08.1837)

- Орден Белого орла (19.04.1841)

- Золотая шпага с надписью "За храбрость", украшенная алмазами (27.12.1841)

Иностранные:
- Прусский орден Красного орла 2-го класса со звездой (1835)